# Eschborn-Francoforte

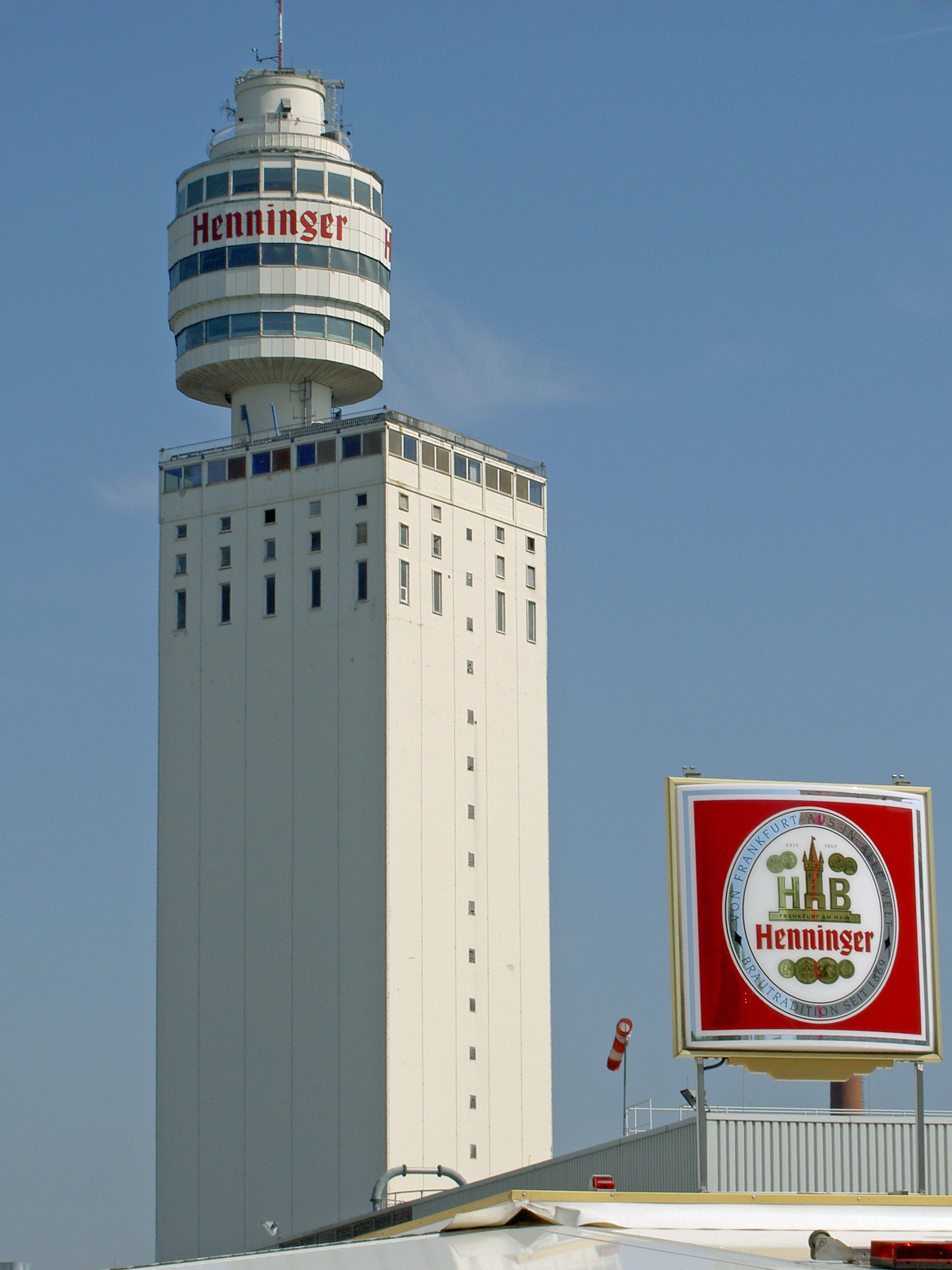
La Torre Henning (Henninger-Turm) di Francoforte sul Meno

La Eschborn-Francoforte, nota in passato come Rund um den Henninger-Turm, Eschborn-Frankfurt City Loop e Rund um den Finanzplatz Eschborn-Frankfurt, è una corsa in linea di ciclismo su strada maschile che si svolge a Francoforte sul Meno, in Germania, ogni anno a maggio. Fa parte del calendario UCI World Tour.

## Storia
La gara venne creata nel 1962 come sponsorizzazione per la locale industria di birra Henninger Bräu AG, da cui la stessa gara prese il nome.
Il record di vittorie è detenuto dal norvegese Alexander Kristoff, con quattro affermazioni (2014, 2016, 2017 e 2018).

## Albo d'oro
Aggiornato all'edizione 2025.
| Anno                                       | Vincitore                                    | Secondo                                      | Terzo                                        |
| Rund um den Henninger-Turm                 | Rund um den Henninger-Turm                   | Rund um den Henninger-Turm                   | Rund um den Henninger-Turm                   |
| ------------------------------------------ | -------------------------------------------- | -------------------------------------------- | -------------------------------------------- |
| 1962                                       | Armand Desmet                                | Huub Zilverberg                              | Rik Van Looy                                 |
| 1963                                       | Hans Junkermann                              | Willi Altig                                  | Jean Stablinski                              |
| 1964                                       | Clément Roman                                | François Mahé                                | Yvo Molenaers                                |
| 1965                                       | Jean Stablinski                              | Frans Verbeeck                               | Georges Van Coningsloo                       |
| 1966                                       | Barry Hoban                                  | Walter Godefroot                             | Willy Planckaert                             |
| 1967                                       | Daniel Van Ryckeghem                         | Willy Planckaert                             | Georges Van Coningsloo                       |
| 1968                                       | Eddy Beugels                                 | Valère Van Sweevelt                          | Herman Van Springel                          |
| 1969                                       | Georges Pintens                              | Michele Dancelli                             | Herman Van Springel                          |
| 1970                                       | Rudi Altig                                   | Joop Zoetemelk                               | Ottavio Crepaldi                             |
| 1971                                       | Eddy Merckx                                  | Joseph Deschoenmaecker                       | Lucien Aimar                                 |
| 1972                                       | Gilbert Bellone                              | Eddy Merckx                                  | Noël Van Tyghem                              |
| 1973                                       | Georges Pintens                              | Jürgen Tschan                                | Freddy Maertens                              |
| 1974                                       | Walter Godefroot                             | Eddy Merckx                                  | Frans Verbeeck                               |
| 1975                                       | Roy Schuiten                                 | Frans Verbeeck                               | Walter Godefroot                             |
| 1976                                       | Freddy Maertens                              | Frans Verbeeck                               | Roger De Vlaeminck                           |
| 1977                                       | Gerrie Knetemann                             | Dietrich Thurau                              | Frans Verbeeck                               |
| 1978                                       | Gregor Braun                                 | Rudy Pevenage                                | Hennie Kuiper                                |
| 1979                                       | Daniel Willems                               | Henk Lubberding                              | Gregor Braun                                 |
| 1980                                       | Gianbattista Baronchelli                     | Francesco Moser                              | Alfons De Wolf                               |
| 1981                                       | Jozef Jacobs                                 | Dietrich Thurau                              | Daniel Willems                               |
| 1982                                       | Ludo Peeters                                 | Jostein Wilmann                              | Sean Kelly                                   |
| 1983                                       | Ludo Peeters                                 | Leo van Vliet                                | Luc Colijn                                   |
| 1984                                       | Phil Anderson                                | Eric Vanderaerden                            | Sean Kelly                                   |
| 1985                                       | Phil Anderson                                | Johan Lammerts                               | Rolf Gölz                                    |
| 1986                                       | Jean-Marie Wampers                           | Steve Bauer                                  | Michael Wilson                               |
| 1987                                       | Dag Otto Lauritzen                           | Peter Stevenhaagen                           | Henk Lubberding                              |
| 1988                                       | Michel Dernies                               | Rolf Sørensen                                | Giovanni Mantovani                           |
| 1989                                       | Jean-Marie Wampers                           | Martial Gayant                               | Claudio Chiappucci                           |
| 1990                                       | Thomas Wegmüller                             | Jan Wijnants                                 | Peter Winnen                                 |
| 1991                                       | Johan Bruyneel                               | Johan Museeuw                                | Martin Earley                                |
| 1992                                       | Frank Van Den Abeele                         | Claudio Chiappucci                           | Frans Maassen                                |
| 1993                                       | Rolf Sørensen                                | Maximilian Sciandri                          | Eddy Bouwmans                                |
| 1994                                       | Olaf Ludwig                                  | Andreas Kappes                               | Emmanuel Magnien                             |
| 1995                                       | Francesco Frattini                           | Jens Heppner                                 | Massimo Podenzana                            |
| 1996                                       | Beat Zberg                                   | Jens Heppner                                 | Rolf Sørensen                                |
| 1997                                       | Michele Bartoli                              | Bjarne Riis                                  | Mauro Gianetti                               |
| 1998                                       | Fabio Baldato                                | Nicolaj Bo Larsen                            | Stefano Garzelli                             |
| 1999                                       | Erik Zabel                                   | Léon van Bon                                 | Alberto Ongarato                             |
| 2000                                       | Kai Hundertmarck                             | Matteo Tosatto                               | Jens Heppner                                 |
| 2001                                       | Markus Zberg                                 | Davide Rebellin                              | Kurt Van de Wouwer                           |
| 2002                                       | Erik Zabel                                   | Jo Planckaert                                | Sergej Ivanov                                |
| 2003                                       | Davide Rebellin                              | Erik Zabel                                   | Igor Astarloa                                |
| 2004                                       | Karsten Kroon                                | Danilo Hondo                                 | Johan Coenen                                 |
| 2005                                       | Erik Zabel                                   | Alejandro Borrajo                            | Markus Zberg                                 |
| 2006                                       | Stefano Garzelli                             | Gerald Ciolek                                | Danilo Hondo                                 |
| 2007                                       | Patrik Sinkewitz                             | Kurt Asle Arvesen                            | Dario Cataldo                                |
| 2008                                       | Karsten Kroon                                | Davide Rebellin                              | Mauricio Ardila                              |
| Eschborn-Frankfurt City Loop               |                                              |                                              |                                              |
| 2009                                       | Fabian Wegmann                               | Karsten Kroon                                | Christian Knees                              |
| Rund um den Finanzplatz Eschborn-Frankfurt |                                              |                                              |                                              |
| 2010                                       | Fabian Wegmann                               | Geert Verheyen                               | Bert Scheirlinckx                            |
| 2011                                       | John Degenkolb                               | Jérôme Baugnies                              | Michael Matthews                             |
| 2012                                       | Moreno Moser                                 | Dominik Nerz                                 | Sergej Firsanov                              |
| 2013                                       | Simon Špilak                                 | Moreno Moser                                 | André Greipel                                |
| 2014                                       | Alexander Kristoff                           | John Degenkolb                               | Jérôme Baugnies                              |
| 2015                                       | non disputato                                | non disputato                                | non disputato                                |
| 2016                                       | Alexander Kristoff                           | Maximiliano Richeze                          | Sam Bennett                                  |
| 2017                                       | Alexander Kristoff                           | Rick Zabel                                   | John Degenkolb                               |
| Eschborn-Francoforte                       |                                              |                                              |                                              |
| 2018                                       | Alexander Kristoff                           | Michael Matthews                             | Oliver Naesen                                |
| 2019                                       | Pascal Ackermann                             | John Degenkolb                               | Alexander Kristoff                           |
| 2020                                       | annullata a causa della pandemia di COVID-19 | annullata a causa della pandemia di COVID-19 | annullata a causa della pandemia di COVID-19 |
| 2021                                       | Jasper Philipsen                             | John Degenkolb                               | Alexander Kristoff                           |
| 2022                                       | Sam Bennett                                  | Fernando Gaviria                             | Alexander Kristoff                           |
| 2023                                       | Søren Kragh Andersen                         | Patrick Konrad                               | Alessandro Fedeli                            |
| 2024                                       | Maxim Van Gils                               | Alex Aranburu                                | Riley Sheehan                                |
| 2025                                       | Michael Matthews                             | Magnus Cort Nielsen                          | Jon Barrenetxea                              |

### Vittorie per nazione
Aggiornato all’edizione 2025.
| Pos. | Paese         | Vittorie |
| ---- | ------------- | -------- |
| 1    | Belgio        | 19       |
| 2    | Germania      | 13       |
| 3    | Italia        | 7        |
| 4    | Paesi Bassi   | 5        |
| 4    | Norvegia      | 5        |
| 6    | Australia     | 3        |
| 6    | Svizzera      | 3        |
| 8    | Francia       | 2        |
| 8    | Danimarca     | 2        |
| 10   | Gran Bretagna | 1        |
| 10   | Slovenia      | 1        |
| 10   | Irlanda       | 1        |